# Ceratophysella adexilis
Ceratophysella adexilis är en urinsektsart som beskrevs av Stach 1964. Ceratophysella adexilis ingår i släktet Ceratophysella och familjen Hypogastruridae. Inga underarter finns listade i Catalogue of Life.